# Wasilij Smysłow
Wasilij Wasiljewicz Smysłow, ros. Василий Васильевич Смыслов (ur. 24 marca 1921 w Moskwie, zm. 27 marca 2010 tamże) – rosyjski szachista, arcymistrz, mistrz świata w szachach w latach 1957–1958.

## Życiorys

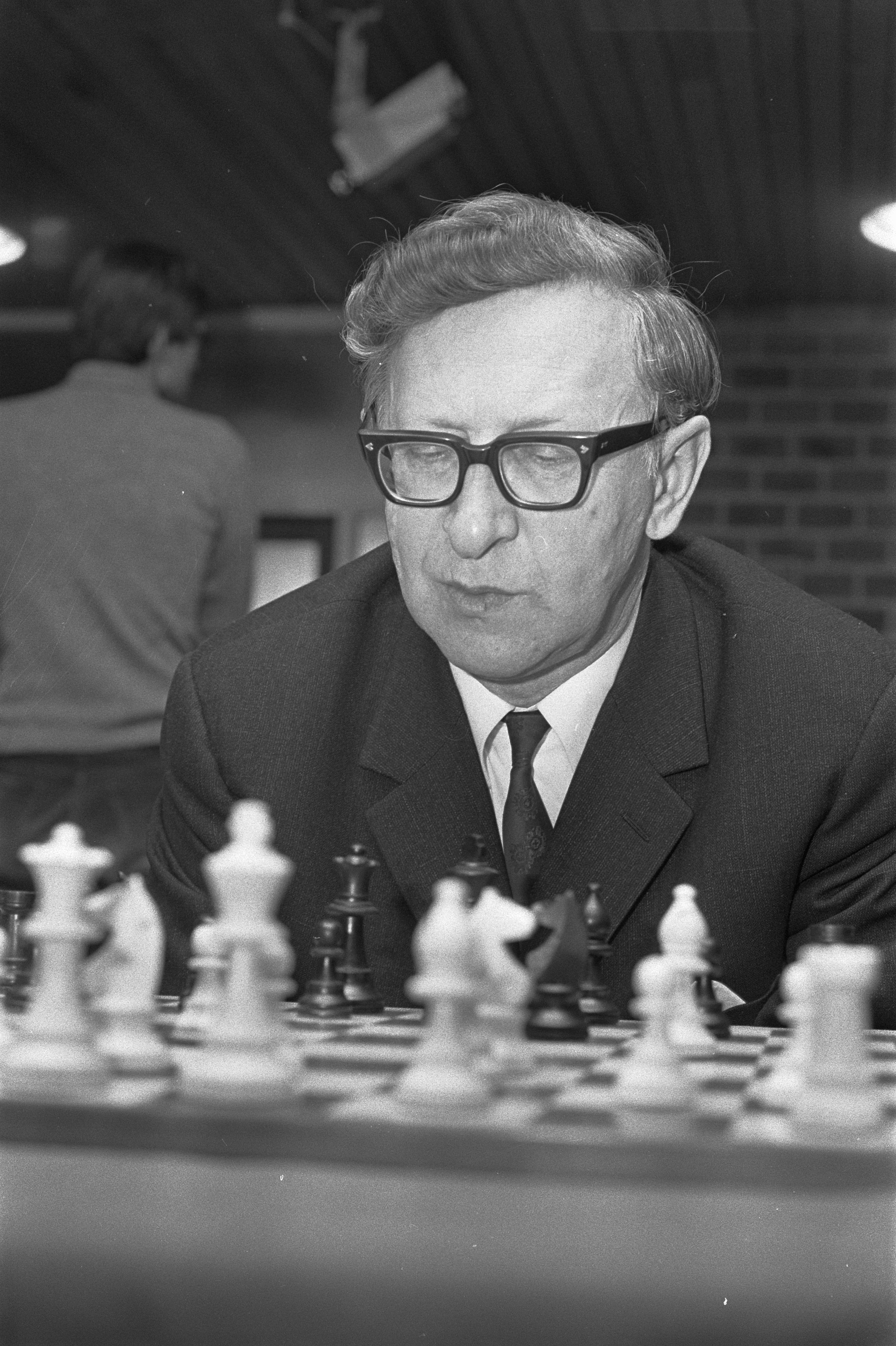
Wasilij Smysłow, 1972

Smysłow poświęcił się szachom po tym, jak w 1950 roku jako śpiewak operowy (baryton) nieskutecznie starał się o przyjęcie do moskiewskiego teatru Bolszoj. W późniejszych latach dawał recitale podczas turniejów szachowych, często przy akompaniamencie swojego przyjaciela, pianisty i arcymistrza Marka Tajmanowa.
Już w 1948 roku Smysłow był bliski zdobycia tytułu mistrza świata. Odbył się wówczas turniej z udziałem pięciu szachistów, który miał wyłonić kolejnego (po zmarłym dwa lata wcześniej Aleksandrze Alechinie) mistrza świata. Smysłow zajął w tym turnieju II miejsce, tytuł zdobył zwycięzca – Michaił Botwinnik. Z nowym mistrzem świata Smysłow spotykał się w meczach o tytuł trzykrotnie. W 1954 roku, po wygraniu serii turniejów kwalifikacyjnych, Smysłow zremisował z Botwinnikiem, co według obowiązującego regulaminu było jednoznaczne z obroną tytułu przez Botwinnika. W kolejnym meczu w 1957 roku Smysłow pokonał mistrza świata i odebrał mu tytuł, ale na krótko. Rok później Botwinnik zwyciężył w meczu rewanżowym.
W późniejszych latach Smysłow brał udział w turniejach kwalifikacyjnych, ale nie udało mu się już awansować do meczu o mistrzostwo świata. Najbliższy tego celu był w 1983 roku, gdy mistrzem świata był Anatolij Karpow. W 1982 zajął II miejsce w turnieju międzystrefowym w Las Palmas, następnie w meczach pretendentów pokonał Roberta Hübnera i Zoltána Ribli, ale w finałowym meczu przegrał z późniejszym mistrzem świata Garrim Kasparowem 8½ – 4½.
W 1991 r. Smysłow wygrał pierwsze mistrzostwa świata seniorów. W 1997 r. wystąpił w Groningen w pierwszych mistrzostwach świata rozegranych systemem pucharowym, odpadając w I rundzie po porażce z Aleksandrem Morozewiczem. W 2001 r. uczestniczył w rozegranym w Amsterdamie meczu Weterani kontra Amazonki, w którym drużyna słynnych szachistów starszego pokolenia spotkała się z drużyną czołowych szachistek świata. Od tego czasu nie grywał w turniejach klasyfikowanych do szachowego rankingu ELO.
Według systemu Chessmetrics, najwyższy ranking osiągnął we wrześniu 1956 r., z wynikiem 2800 punktów zajmował wówczas 1. miejsce na świecie. Na liście rankingowej FIDE najwyżej sklasyfikowany był 1 lipca 1971 r., z wynikiem 2620 punktów dzielił wówczas 9-10. miejsce (wspólnie z Michaiłem Talem).
Za swoje zasługi odznaczony został m.in. orderem Lenina. Zmarł w wieku 89 lat z powodu niewydolności krążenia.

## Mecze Smysłowa o mistrzostwo świata
| Rok                                                                | Przeciwnik | Wynik               |
| ------------------------------------------------------------------ | ---------- | ------------------- |
| 1948                                                               | turniej    | 2. miejsce          |
| 1954                                                               | Botwinnik  | remis (+7-7=10)     |
| 1957                                                               | Botwinnik  | wygrana (+6-3=13)   |
| 1958                                                               | Botwinnik  | przegrana (+5-7=11) |
| W nawiasach: liczba wygranych, przegranych i zremisowanych partii. |            |                     |

## Inne sukcesy indywidualne
| Rok  | Turniej                                 | Miejsce                                                                               |
| ---- | --------------------------------------- | ------------------------------------------------------------------------------------- |
| 1940 | Moskwa (mistrzostwa ZSRR)               | III m. za A.Lilienthalem i I.Bondarewskim                                             |
| 1942 | mistrzostwa Moskwy                      | I m.                                                                                  |
| 1944 | Moskwa (mistrzostwa ZSRR)               | II m. za M.Botwinnikiem                                                               |
| 1945 | mistrzostwa Moskwy                      | I m.                                                                                  |
| 1946 | Groningen                               | III m. za M.Botwinnikiem i M.Euwem                                                    |
| 1947 | Warszawa                                | dz. II m. za S.Gligoriciem, wspólnie z I.Bolesławskim, L.Pachmanem i J.Sajtarem       |
| 1947 | Moskwa (memoriał M.Czigorina)           | dz. III-IV m.                                                                         |
| 1949 | Moskwa (mistrzostwa ZSRR)               | dz. I m. wspólnie z D.Bronsteinem                                                     |
| 1950 | Wenecja                                 | II m. za A.Kotowem                                                                    |
| 1950 | Budapeszt (turniej pretendentów)        | III m. za I.Bolesławskim i D.Bronsteinem                                              |
| 1951 | Leningrad (memoriał M.Czigorina)        | I m.                                                                                  |
| 1953 | Zurych (turniej pretendentów)           | I m.                                                                                  |
| 1953 | Bukareszt                               | III m. za A.Tołuszem i T.Petrosjanem                                                  |
| 1955 | Hastings                                | dz. I m. wspólnie z P.Keresem                                                         |
| 1955 | Zagrzeb                                 | I m.                                                                                  |
| 1955 | Moskwa (mistrzostwa ZSRR)               | II m. za J.Gellerem                                                                   |
| 1956 | Amsterdam (turniej pretendentów)        | I m.                                                                                  |
| 1956 | Moskwa (memoriał A.Alechina)            | dz. I m. wspólnie z M.Botwinnikiem                                                    |
| 1959 | Moskwa (memoriał A.Alechina)            | dz. I m. wspólnie z D.Bronsteinem i B.Spasskim                                        |
| 1961 | Dortmund                                | dz. II m. za M.Tajmanowem, wspólnie z M.Udovciciem                                    |
| 1962 | Mar del Plata                           | dz. II m. za L.Poługajewskim, wspólnie z L.Szabo                                      |
| 1962 | Hawana (memoriał J.Capablanki)          | dz. II m. za M.Najdorfem, wspólnie z L.Poługajewskim                                  |
| 1963 | Hastings                                | III m. za A.Kotowem i S.Gligoriciem                                                   |
| 1963 | Soczi (memoriał M.Czigorina)            | II m. za L.Poługajewskim                                                              |
| 1963 | Moskwa (memoriał A.Alechina)            | I m.                                                                                  |
| 1964 | Sztokholm                               | I m.                                                                                  |
| 1964 | Amsterdam (turniej międzystrefowy)      | dz. I m. wspólnie z B.Larsenem, B.Spasskim i M.Talem                                  |
| 1964 | Hawana (memoriał J.Capablanki)          | dz. I m. wspólnie z W.Uhlmannem                                                       |
| 1965 | Hawana (memoriał J.Capablanki)          | I m.                                                                                  |
| 1965 | Santiago                                | I m.                                                                                  |
| 1966 | Mar del Plata                           | I m.                                                                                  |
| 1966 | Polanica-Zdrój (memoriał A.Rubinsteina) | I m.                                                                                  |
| 1967 | Monte Carlo                             | II m. za R.Fischerem                                                                  |
| 1967 | Hawana (memoriał J.Capablanki)          | dz. III m. za B.Larsenem i M.Tajmanowem                                               |
| 1967 | Moskwa                                  | dz. I-II m.                                                                           |
| 1967 | Palma de Mallorca                       | dz. II-III m. za B.Larsenem, wspólnie z M.Botwinnikiem                                |
| 1968 | Polanica-Zdrój (memoriał A.Rubinsteina) | I m.                                                                                  |
| 1969 | Hastings                                | I m.                                                                                  |
| 1969 | Monte Carlo                             | dz. I m. wspólnie z L.Portischem                                                      |
| 1970 | Rovinj / Zagrzeb                        | II m. za R.Fischerem, wspólnie z V.Hortem, S.Gligoriciem i W.Korcznojem               |
| 1971 | Amsterdam (turniej IBM)                 | I m.                                                                                  |
| 1971 | Moskwa (mistrzostwa ZSRR)               | dz. II m. za W.Sawonem, wspólnie z M.Talem                                            |
| 1971 | Moskwa (memoriał A.Alechina)            | III m. za A.Karpowem i L.Steinem                                                      |
| 1972 | Las Palmas                              | dz. II za L.Portischem, wspólnie z B.Larsenem                                         |
| 1973 | Cienfuegos (memoriał J.Capablanki)      | I m.                                                                                  |
| 1974 | Reykjavík                               | I m.                                                                                  |
| 1974 | Wenecja                                 | II m. za W.Liberzonem                                                                 |
| 1975 | Teesside                                | II m. za J.Gellerem                                                                   |
| 1975 | Szolnok                                 | I m.                                                                                  |
| 1976 | Lone Pine                               | dz. II m. za T.Petrosjanem, wspólnie m.in. z W.Browne’em i M.Najdorfem                |
| 1977 | Leningrad                               | III m. za O.Romaniszynem i M.Talem                                                    |
| 1978 | São Paulo                               | I m.                                                                                  |
| 1978 | Buenos Aires                            | II m. za U.Anderssonem, wspólnie z R.Waganjanem i O.Panno                             |
| 1979 | Berlin Wschodni                         | dz. I m. wspólnie z I.Csomem                                                          |
| 1980 | Buenos Aires                            | dz. I-IV m.                                                                           |
| 1980 | Kopenhaga (turniej Politiken Cup)       | dz. I m. wspólnie z A.Michalczyszynem                                                 |
| 1980 | Baguio                                  | II m.                                                                                 |
| 1980 | Bar                                     | II m.                                                                                 |
| 1982 | Hastings                                | dz. II m. za W.Kuprejczykiem, wspólnie z J.Speelmanem                                 |
| 1982 | Las Palmas (turniej międzystrefowy)     | II m. za Z.Riblim                                                                     |
| 1984 | Graz                                    | I m.                                                                                  |
| 1986 | Kopenhaga (turniej Politiken Cup)       | dz. I m. wspólnie z A.Czerninem, J.Pigusowem i L.Cserną                               |
| 1988 | Rzym                                    | dz. I m. wspólnie z S.Majranoviciem i B.Gulko                                         |
| 1990 | Buenos Aires                            | dz. I m. wspólnie z J.Fernandezem Garcią                                              |
| 1990 | Rzym                                    | dz. II m. za A.Milesem, wspólnie m.in. z J.Bariejewem                                 |
| 1991 | Gelsenkirchen                           | II m. za A.Wyżmanawinem                                                               |
| 1994 | Amsterdam                               | dz. I m. wspólnie z W.Unzickerem i S.Gligoriciem                                      |
| 1997 | Malmö (turniej Sigeman & Co)            | dz. II m. za F.Hellersem, wspólnie z J.Timmanem, P.Cramling, I.Sokolovem i C.Hansenem |

## Sukcesy drużynowe
Wasilij Smysłow był wielokrotnym reprezentantem Związku Radzieckiego w najważniejszych rozgrywkach drużynowych, w tym:
- 9 razy na szachowych olimpiadach (w latach 1952–1972), na których zdobył 9 złotych (drużynowo) oraz 4 złote, 2 srebrne i 2 brązowe medale (indywidualnie),
- 5 razy na drużynowych mistrzostwach Europy (w latach 1957–1973), na których zdobył 10 złotych medali (5 drużynowo i 5 indywidualnie),
- raz na drużynowych mistrzostwach świata (1985), na których zdobył 2 złote medale (1 drużynowo i 1 indywidualnie)[11].

## Publikacje
- Wasilij Smysłow My Best Games of Chess, 1935 – 1957 (Dover, 1972)
- Wasilij Smysłow 125 Selected Games (Cadogan, 1994)